# Ginástica nos Jogos Pan-Americanos de 2023 - Qualificação
A seguir está o sistema de qualificação e as nações classificadas para a competição de Ginástica nos Jogos Pan-Americanos de 2023, a ser realizada em Santiago, Chile.

## Cronograma de qualificação
| Evento                                                     | Data                           | Local       |
| ---------------------------------------------------------- | ------------------------------ | ----------- |
| Jogos Pan-Americanos Júnior de 2021                        | 26 de novembro a 5 de dezembro | Cáli        |
| Campeonato Pan-Americano de Ginástica de Trampolim de 2023 | 12 a 14 de maio                | Monterrey   |
| Campeonato Pan-Americano de Ginástica Artística de 2023    | 26 a 29 de maio                | Medellín    |
| Campeonato Pan-Americano de Ginástica Rítmica de 2023      | 9 a 11 de junho                | Guadalajara |

## Resumo de qualificação
- Na Ginástica Artística, os CONs com 5+ ginastas inscritos também podem entrar na competição por equipes.
- Na Ginástica de Trampolim, os CONs com pelo menos 2 ginastas inscritos em cada gênero também podem participar da competição sincronizada de cada gênero.

| Nação                               | Artística | Artística | Rítmica    | Rítmica | Trampolim | Trampolim | Total |
| Nação                               | Masculino | Feminino  | Individual | Grupo   | Masculino | Feminino  | Total |
| ----------------------------------- | --------- | --------- | ---------- | ------- | --------- | --------- | ----- |
| ARG Argentina                       | 5         | 5         | 2          |         | 2         | 2         | 16    |
| BAR Barbados                        |           | 1         |            |         |           |           | 1     |
| BOL Bolívia                         | 1         | 1         |            |         |           | 1         | 3     |
| BRA Brasil                          | 5         | 5         | 3          | 5       | 3         | 2         | 23    |
| CAN Canadá                          | 5         | 5         | 2          | 5       | 2         | 2         | 21    |
| CHI Chile                           | 5         | 5         | 1          | 5       |           |           | 16    |
| COL Colômbia                        | 5         | 5         | 2          | 5       | 1         | 1         | 19    |
| CRC Costa Rica                      | 1         | 2         | 1          |         |           |           | 4     |
| CUB Cuba                            | 5         |           | 1          |         |           |           | 6     |
| ESA El Salvador                     | 1         | 1         |            |         |           |           | 2     |
| ECU Equador                         | 2         | 2         |            |         |           |           | 4     |
| EAI Equipe de Atletas Independentes | 1         |           |            |         |           |           | 1     |
| USA Estados Unidos                  | 6         | 6         | 2          | 5       | 2         | 2         | 23    |
| HAI Haiti                           |           | 1         |            |         |           |           | 1     |
| JAM Jamaica                         | 1         | 1         |            |         |           |           | 2     |
| MEX México                          | 5         | 5         | 2          | 5       | 2         | 3         | 22    |
| PAN Panamá                          | 1         | 5         |            |         |           |           | 6     |
| PER Peru                            | 2         | 1         | 1          |         |           |           | 4     |
| PUR Porto Rico                      | 5         | 5         |            |         |           |           | 10    |
| DOM República Dominicana            | 2         | 2         |            |         | 1         |           | 5     |
| TRI Trinidad e Tobago               | 1         | 1         |            |         |           |           | 2     |
| VEN Venezuela                       | 2         | 2         | 1          | 5       |           |           | 10    |
| Total: 22 CONs                      | 61        | 61        | 18         | 35      | 13        | 13        | 201   |

## Artística
Serão classificados 122 ginastas artísticos (61 por gênero). As nove melhores equipes em cada evento qualificaram cinco ginastas cada (sendo uma delas o país anfitrião, o Chile). As equipes 10-13 qualificaram dois ginastas cada. Mais sete vagas foram disponibilizadas (por gênero) para qualificação individual (com o máximo de uma cota por gênero por nação). Os vencedores da competição individual geral dos Jogos Pan-Americanos Júnior de 2021 também se classificaram diretamente para os jogos. Uma nação poderia qualificar no máximo cinco atletas por gênero (sendo os vencedores dos Jogos Pan-Americanos Júnior um número adicional para seus respectivos CONs).

### Masculino
| Evento                              | Critérios                                                     | Qualificado | Ginastas por CON | Total |
| ----------------------------------- | ------------------------------------------------------------- | --- | ---------------- | ----- |
| Jogos Pan-Americanos Júnior de 2021 | Vencedor do individual geral                                  | USA Vahe Petrosyan | 1                | 1     |
| Campeonato Pan-Americano de 2023    | Equipes 1–9                                                   | USA Estados Unidos BRA Brasil COL Colômbia CAN Canadá MEX México ARG Argentina CUB Cuba PUR Porto Rico CHI Chile*           | 5                | 45    |
| Campeonato Pan-Americano de 2023    | Posições de equipe 10–13                                      | DOM República Dominicana PER Peru VEN Venezuela ECU Equador                                                                 | 2                | 8     |
| Campeonato Pan-Americano de 2023    | Individual geral dos 7 melhores países ainda não qualificados | JAM Jamaica PAN Panamá CRC Costa Rica ESA El Salvador TTO Trinidad e Tobago BOL Bolívia EAI Equipe de Atletas Independentes | 1                | 7     |
| TOTAL                               |                                                               | |                  | 61    |

- O Chile terminou em 10º e, como nação anfitriã, conquistou a 9ª vaga na qualificação.

### Feminino
| Evento                              | Critérios                                                     | Qualificado | Ginastas por CON | Total |
| ----------------------------------- | ------------------------------------------------------------- | --- | ---------------- | ----- |
| Jogos Pan-Americanos Júnior de 2021 |                                                               | USA Katelyn Jong                                                                                                   | 1                | 1     |
| Campeonato Pan-Americano de 2023    | Equipes 1–9                                                   | USA Estados Unidos MEX México CAN Canadá BRA Brasil ARG Argentina PUR Porto Rico COL Colômbia PAN Panamá CHI Chile | 5                | 45    |
| Campeonato Pan-Americano de 2023    | Posições de equipe 10–13                                      | ECU Equador CRC Costa Rica DOM República Dominicana VEN Venezuela                                                  | 2                | 8     |
| Campeonato Pan-Americano de 2023    | Individual geral dos 7 melhores países ainda não qualificados | BAR Barbados HAI Haiti PER Peru TTO Trinidad e Tobago JAM Jamaica ESA El Salvador BOL Bolívia                      | 1                | 7     |
| TOTAL                               |                                                               | |                  | 61    |

## Rítmica
As seis melhores nações da prova por equipes do Pan-Americano classificaram duas ginastas. As últimas quatro vagas foram para as quatro primeiras nações da prova individual, que não conquistaram cotas (cada uma com uma ginasta). As seis melhores nações das provas de grupo também se classificaram, com cada grupo composto por 5 ginastas. Se a nação anfitriã não se classificou, seis cotas adicionais estão disponíveis (uma individual e cinco para grupo). A vencedora da competição individual geral dos Jogos Pan-Americanos Júnior de 2021 também se classificou diretamente para os jogos.

### Individual
| Evento                                                | Ginastas por CON | Qualificado                                                                    |
| ----------------------------------------------------- | ---------------- | ------------------------------------------------------------------------------ |
| Jogos Pan-Americanos Júnior de 2021                   | 1                | BRA Maria Eduarda Alexandre                                                    |
| CON anfitrião                                         | 0                | —                                                                              |
| Evento individual do Campeonato Pan-Americano de 2023 | 2                | BRA Brasil USA Estados Unidos CAN Canadá MEX México COL Colômbia ARG Argentina |
| Evento individual do Campeonato Pan-Americano de 2023 | 1                | CUB Cuba CHI Chile VEN Venezuela CRC Costa Rica                                |
| Realocação                                            | 1                | PER Peru                                                                       |
| TOTAL                                                 | 18               |                                                                                |

### Grupo
| Evento                                               | Ginastas por CON | Qualificado                                                                 |
| ---------------------------------------------------- | ---------------- | --------------------------------------------------------------------------- |
| CON anfitrião                                        | 0                | —                                                                           |
| Evento de grupos do Campeonato Pan-Americano de 2023 | 5                | BRA Brasil MEX México USA Estados Unidos VEN Venezuela CAN Canadá CHI Chile |
| Realocação                                           | 5                | COL Colômbia                                                                |
| TOTAL                                                | 35               |                                                                             |

## Trampolim
Os vencedores dos Jogos Pan-Americanos Júnior de 2021 se classificaram automaticamente. Os cinco primeiros países (determinados pelo segundo colocado por nação) qualificaram dois atletas cada. As duas últimas vagas foram concedidas às próximas duas nações mais bem colocadas. O país-sede, o Chile, garantiu vaga para o atleta melhor classificado (masculino ou feminino), caso não se classificasse (somente se disputasse o Campeonato Pan-Americano de Ginástica de Trampolim de 2023).
| Evento                              | Cotas | Masculino | Feminino |
| ----------------------------------- | ----- | --- | --- |
| Jogos Pan-Americanos Júnior de 2021 | 1     | BRA Rayan Dutra | MEX Mariola Garcia |
| Campeonato Pan-Americano de 2023    | 10    | BRA Brasil USA Estados Unidos CAN Canadá USA Estados Unidos BRA Brasil MEX México CAN Canadá ARG Argentina MEX México ARG Argentina | CAN Canadá BRA Brasil USA Estados Unidos USA Estados Unidos ARG Argentina CAN Canadá MEX México MEX México BRA Brasil ARG Argentina |
| Campeonato Pan-Americano de 2023    | 2     | COL Colômbia BOL Bolívia | COL Colômbia DOM República Dominicana                                                                                               |
| Total                               | 13    | | |

- O Chile não disputou o torneio classificatório e não recebeu nenhuma cota.